# Mario Aurelio Poli
Mario Aurelio Poli, né le 29 novembre 1947 à Buenos Aires, en Argentine, est un évêque argentin, archevêque de Buenos Aires de 2013 à 2023 et cardinal de l'Église catholique romaine depuis 2014.

## Biographie
Mario Aurelio Poli entame ses études à la faculté de droit et de sciences sociales de l'université de Buenos Airesa où il obtient une licence en sciences sociales. Il entre en 1969 au séminaire métropolitain de Buenos Aires où il suit les cycles de philosophie puis de théologie. Il est ordonné prêtre pour l'archidiocèse de Buenos Aires le 25 novembre 1978 par le cardinal Juan Carlos Aramburu alors archevêque de Buenos Aires.
Il exerce ensuite différents ministères en paroisses et auprès des mouvements de l'archidiocèse. Il poursuit également ses études et obtient un doctorat en théologie à l'université pontificale catholique d'Argentine où il enseigne également l'histoire de l'Église et la patrologie. 
Le 8 février 2002, Jean-Paul II le nomme évêque titulaire d'Abidda et évêque auxiliaire de Buenos Aires. Il reçoit la consécration épiscopale le 20 avril suivant des mains de l'archevêque, le cardinal Jorge Maria Bergoglio et il adopte comme devise épiscopale une supplique tirée du premier livre des Rois, attribuée à Salomon: « Accorde moi un cœur qui écoute ».
Le 24 juin 2008 Benoît XVI le nomme évêque du diocèse de Santa Rosa dans la province de La Pampa. 
Le 28 mars 2013, il est le premier évêque nommé par le nouveau pape François qui fait de lui son successeur comme archevêque de Buenos Aires. Il est nommé membre de la congrégation pour les Églises orientales le 19 février 2014. Il est créé cardinal par le pape le 22 février 2014 en même temps que dix-huit autres prélats,. Il reçoit le titre de San Roberto Bellarmino, titre porté par le pape François avant son élection.
Il participe au conclave de 2025 qui voit l'élection du pape Léon XIV.

## Prise de position

### Fraternité sacerdotale Saint-Pie-X
Au début de l'année 2015, il demande au ministère argentin des cultes de considérer la Fraternité sacerdotale Saint-Pie-X (FSSPX) comme une association de fidèles de droit diocésain. Le 17 mars, la FSSPX est ainsi inscrite au registre des instituts de vie consacrée catholiques. En effet, en Argentine, le catholicisme bénéficie d’un statut protégé par la Constitution et tout institut se disant catholique doit obtenir une reconnaissance de l’Église. Selon un juriste argentin interrogé par le blog Adelante la Fe, « c’est un geste unique qui dépasse toutes les avancées faites par Benoît XVI ». Il ajoute qu’« un tel geste n’a pu être posé sans l’aval de Rome », d’autant plus que Mario Aurelio Poli est le propre successeur du pape à la tête de son diocèse, le futur pape François ayant déjà aidé la FSSPX à obtenir des visas pour son séminaire.

## Succession apostolique
Mario Aurelio Poli a ordonné les évêques suivants :
- Cardinal Víctor Manuel Fernández (2014)
- Évêque Alejandro Daniel Giorgi (es) (2014)
- Évêque Ernesto Giobando (es), S.I. (2014)
- Évêque Juan Carlos Ares (es) (2014)
- Évêque José María Baliña (es) (2015)
- Archevêque Gustavo Oscar Carrara (es) (2017)
- Évêque Alejandro Pablo Benna (de) (2017)
- Évêque Luis Dario Martín (de) (2019)